# Таня Костова
Таня Николова Костова е българска народна певица от Македонската фолклорна област.
Родена е през 1959 година в семейството на известния кавалджия Никола Костов. Завършва Фолклорното училище в Широка лъка и веднага след това започва да пее в Ансамбъл „Пирин“ в Благоевград, като дълго време е сред неговите солисти.